# Antonio Gallardo
Pour les articles homonymes, voir Gallardo.
Antonio Gallardo Palacios est un footballeur mexicain né le 19 avril 1989 à Guadalajara. Il évolue au poste de milieu de terrain avec les Chivas de Guadalajara.